# 1860
1860 је била преступна година.

## Догађаји

### Март
- 24. март — Инцидент код капије Сакурада

### Април
- 17. април — Црна Гора и Османско царство, после турског пораза на Граховцу, потписале протокол о разграничењу којим је Црна Гора фактички призната као самостална држава, иако формално признање није добила.

### Август
- 13. август - Извршен је атентат на Данила Петровића Његоша (књаза) црногорског књаза

### Септембар
- 21. септембар — Англо-француске снаге су однеле победу против војске династије Ћинг у бици на Паликау, што им је омогућило да заузму Пекинг..

### Новембар
- 6. новембар — На председничким изборима у САД, кандидат Републиканске странке, Абрахам Линколн, победио је кандидата Демократске странке и актуелног потпредседника Џона К. Брекинриџа, као и Стивена Дагласа и Џона Бела, и тиме је постао први републикански председник САД.

## Рођења

### Јануар
- 29. јануар — Антон Чехов, руски књижевник.

### Април
- 2. април — Џорџ Никсон, амерички политичар

### Мај
- 20. мај — Едуард Бухнер, немачки хемичар, добитник Нобелове награде

### Август
- 15. август — Флоренс Хардинг, прва дама САД, супруга председника Ворена Хардинга (†1924)

### Септембар
- 6. септембар — Џејн Адамс, америчка пацифисткиња, добитница Нобелове награде за мир 1931.
- 12. септембар — Екатерина Велимировић, српска монахиња.

## Смрти

### Август
- 13. август — Данило Петровић, црногорски кнез

### Септембар
- 21. септембар — Артур Шопенхауер, немачки филозоф
- 26. септембар — Милош Обреновић, српски кнез